# Menapien
| Indeling van het Pleistoceen                                                                                             | Indeling van het Pleistoceen | Indeling van het Pleistoceen | Indeling van het Pleistoceen | Indeling van het Pleistoceen | Indeling van het Pleistoceen |
| Internationaal | Internationaal               | Internationaal               | Noordwest-Europa             | Noordwest-Europa             | Noordwest-Europa             |
| Serie | Subserie                     | Etage                        | Super-etage                  | Etage                        | Tijd (Ma)                    |
| --- | ---------------------------- | ---------------------------- | ---------------------------- | ---------------------------- | ---------------------------- |
| Holoceen | Vroeg                        | Greenlandien                 | Holoceen                     | Holoceen                     | jonger                       |
| Pleistoceen | Laat                         | (onbenoemd)                  | (onbenoemd)                  | Weichselien                  | 0,116 - 0,0117               |
| Pleistoceen | Laat                         | (onbenoemd)                  | (onbenoemd)                  | Eemien                       | 0,126 - 0,116                |
| Pleistoceen | Midden                       | Chibaien                     | (onbenoemd)                  | Saalien                      | 0,238 - 0,126                |
| Pleistoceen | Midden                       | Chibaien                     | (onbenoemd)                  | Oostermeer                   | 0,243 - 0,238                |
| Pleistoceen | Midden                       | Chibaien                     | (onbenoemd)                  | (onbenoemd)                  | 0,324 - 0,243                |
| Pleistoceen | Midden                       | Chibaien                     | (onbenoemd)                  | Belvédère                    | 0,338 - 0,324                |
| Pleistoceen | Midden                       | Chibaien                     | (onbenoemd)                  | (onbenoemd)                  | 0,386 - 0,338                |
| Pleistoceen | Midden                       | Chibaien                     | (onbenoemd)                  | Holsteinien                  | 0,418 - 0,386                |
| Pleistoceen | Midden                       | Chibaien                     | (onbenoemd)                  | Elsterien                    | 0,465 - 0,418                |
| Pleistoceen | Midden                       | Chibaien                     | Cromerien                    | diverse etages               | 0,850 - 0,465                |
| Pleistoceen | Vroeg                        | Calabrien                    | Cromerien                    | diverse etages               | 0,850 - 0,465                |
| Pleistoceen | Vroeg                        | Calabrien                    | Bavelien                     | diverse etages               | 1,07 - 0,85                  |
| Pleistoceen | Vroeg                        | Calabrien                    | Menapien                     | diverse etages               | 1,20 - 1,07                  |
| Pleistoceen | Vroeg                        | Calabrien                    | Waalien                      | diverse etages               | 1,45 - 1,20                  |
| Pleistoceen | Vroeg                        | Calabrien                    | Eburonien                    | diverse etages               | 1,80 - 1,45                  |
| Pleistoceen | Vroeg                        | Gelasien                     | Tiglien                      | diverse etages               | 2,40 - 1,80                  |
| Pleistoceen | Vroeg                        | Gelasien                     | Pretiglien                   | diverse etages               | 2,58 - 2,40                  |
| Plioceen |                              | Piacenzien                   | Reuverien                    |                              | ouder                        |
| Tabel 1 - Indeling van het Pleistoceen Blauwe vakken: Glaciaal of Stadiaal - Roze vakken: Interglaciaal of Interstadiaal |                              |                              |                              |                              |                              |

Het Menapien (Vlaams: Menapiaan) is een geologisch tijdperk dat gehanteerd wordt in de stratigrafie van het noordwesten van Europa. Het heeft de status van super-etage en is onderdeel van de serie Pleistoceen. Het Menapien duurde van 1,20 tot 1,07 Ma (miljoen jaar geleden). Het Menapien volgt op het Waalien, en na het Menapien komt het Bavelien. Het Menapien is genoemd naar een Gallische stam, de Menapii.

## Glaciaal
Het Menapien wordt gekenmerkt door een kouder klimaat dan het Waalien. De aanwezigheid van een afwisseling van iets warmere en iets koudere perioden maakt dat het Menapien geen simpel glaciaal is met de rang van etage maar dat sprake is van een complexer tijdperk met de rang van superetage. Het ontbreken van voldoende goed te dateren afzettingen maakt de paleogeografische situatie uit die tijd moeilijk reconstrueerbaar. Het noorden van Nederland bevat aanwijzingen voor koude of glaciale omstandigheden. Het gaat daarbij om sedimenten met noordelijk of Scandinavisch grind en stenen, die bekendstaan als de Hattem Lagen. Het voorkomen van dergelijk grind zou op de nabijheid van landijs wijzen.

## Introductie en gewijzigde inzichten
Het Menapien werd ingevoerd als glaciaal door Waldo Zagwijn. Het was hem opgevallen dat op palynologische gronden de Nederlandse lithostratigrafische Formatie van Kedichem in een aantal boringen in Zuid Nederland klimatologisch in drie delen uiteen viel: onder een koud gedeelte, middenin een warm gedeelte en bovenin weer een koud gedeelte. Het onderste deel (dat volgde op het Tiglien) noemde hij Eburonien, het middelste warme deel noemde hij het Waalien en het bovenste deel het Menapien. Een formeel stratotype werd niet gegeven maar hij achtte het Menapien het meest typisch ontwikkeld in een boring bij Veghel. Verder vond hij eenzelfde driedeling in twee boringen bij Herten en Hertenbosch waarvan hij aannam dat dit dezelfde opeenvolging was als in Veghel.
Omdat de Formatie van Kedichem bedekt werd door de Formatie van Sterksel en ten tijde van de introductie van deze driedeling ook de eerste aanwijzing van een Cromerien interglaciaal in Nederlandse bodem werd gevonden, nl het Westerhoven Interglaciaal nam Zagwijn aan dat het Menapien werd opgevolgd door het Cromerien. Deze aanname werd door hem in 1984 aangepast toen hij het Bavel Interglaciaal introduceerde. Door deze laatste ontwikkeling verkreeg het Menapien zijn huidige stratigrafische positie.